# Nguyễn Đăng Hành
Nguyễn Đăng Hành (? - 1862), là quan nhà Nguyễn trong lịch sử Việt Nam.

## Tiểu sử
Sử nhà Nguyễn là Đại Nam chính biên liệt truyện (quyển 13) không ghi nơi sinh của Nguyễn Đăng Hành, chỉ cho biết ông là cháu nội của Nguyễn Đăng Tuân (1772–1844, từng là thầy dạy vua Thiệu Trị), và là con của Nguyễn Đăng Giai (? – 1854, từng là Tổng đốc Hà Ninh).
Vốn là người "ôn hòa văn nhã, thích đọc sách" , năm Tự Đức thứ nhất (Mậu Thân, 1848), Nguyễn Đăng Hành thi đỗ Tiến sĩ. Buổi đầu, ông được bổ làm Biên tu ở Viện Tập hiền; sau thăng lên Thị độc, lãnh chức Án sát sứ tỉnh Quảng Ngãi.
Năm Tân Dậu (1861), thăng ông làm Hồng lô tự khanh, lãnh chức Bố chính sứ tỉnh Khánh Hòa. Đến năm sau (Nhâm Tuất, 1862), thì ông nhận lệnh đi theo quân thứ ở Nam Đạo. Lúc bấy giờ, ở nơi ấy "nhiều bọn giặc phỉ ở Bắc Ninh nhiễu động, thông (đồng) với giặc biển ở Quảng Yên" , nên lại có chỉ cho Nguyễn Đăng Hành sung làm Bắc thứ Thường biện quân vụ...để đốc suất quân đi đánh dẹp.
Cũng theo quyển sử trên, thì sau đó ông "đánh được luôn 13 trận. Một hôm ở địa phương Đông Hồ, thuộc phủ Thuận Thành (Bắc Ninh), gặp giặc tiến đánh, vì không có quân viện trợ, bị giặc giết chết".
Thương tiếc, vua Tự Đức cho truy tặng ông hàm Bố chính sứ, lại hậu cấp cho người nhà, về sau lại được thờ trong đền Trung Nghĩa ở Huế. Ngoài ra, tiểu sử của ông còn được chép trong Đại Nam chính biên liệt truyện (quyển 13), cùng với ông nội (Nguyễn Đăng Tuân) và cha (Nguyễn Đăng Giai).

## Thông tin liên quan
Sách Đại Nam chính biên liệt truyện (quyển 13) không ghi rõ Nguyễn Đăng Hành bị phe nhóm nào giết chết. Tra trong Quốc triều sử toát yếu thì thấy có đoạn chép như sau: 
"Nhâm Tuất (1862)...tháng 3 (âm lịch), có tên chánh tổng là Nguyễn Thạnh ở Bắc Ninh, tự xưng Nguyên soái, tôn tên giặc trốn là Huân làm Minh chúa. Lại thông với đảng giặc biển ở Quảng Yên (chỉ quân nổi dậy của Tạ Văn Phụng), tụ hội đến vài ngàn người, xâm phạm các phủ, huyện Lạng Giang, Yên Dũng, rồi tới vây thành tỉnh...
Có lẽ, trong khoảng thời gian đó, Nguyễn Đăng Hành đã bị lực lượng của Nguyễn Thạnh giết chết. 

## Sách tham khảo
- Quốc sử quán triều Nguyễn, Đại Nam chính biên liệt truyện (quyển 13). Bản dịch tiếng Việt do Nhà xuất bản Văn học ấn hành 2004.
- Quốc sử quán triều Nguyễn, Quốc triều sử toát yếu. Bản dịch tiếng Việt do Nhà xuất bản Văn học ấn hành 2002.